# Ананд – Джамнагар
Ананд – Джамнагар – газопровід у індійському штаті Гуджарат, за допомогою якого подали ресурс до споживачів на півострові Катхіавар.
Газопровід, починається в районі Ананд від траси трубопроводу Бхедбут – Мехсана. На своєму шляху він проходить через Раджкот та завершується у Джамнагарі. Введена в дію у 2006 – 2007 роках ділянка до Раджкоту має довжину у 225 км та виконана в діаметрі 600 мм. Другу частину траси від Раджкоту до Джамнагару довжиною 109 км та діаметром 750 мм ввели в експлуатацію у 2009-му.
Великими споживачами протранспортованого по трубопроводу палива можуть бути розташовані у Джамнагарі нафтопереробні заводи компаній RIL та Nayara Energy, кожен з яких має власну ТЕЦ. 
В 2010-му на початкових 82 км траси проклали другу нитку діаметром 750 мм.
Також варто відзначити, що від трубопроводу Ананд – Джамнагар ресурс подається до газопроводів Дарод – Джафрабад (живить південь півострова Катхіавар) і Чотіла – Анджар (веде за межі півострова до найзахіднішої частини штату Гуджарат). В подальшому напрямки руху ресурсу в системі можуть змінитись через підключення до двох останніх газопроводів терміналів по прийому ЗПГ у Мундрі (став до ладу в 2021), Чхара (2023) та Джафрабаді.